# 櫻井倫
櫻井 倫（さくらい りん）は日本の大学教授、農学者。

## 経歴
熊本県立玉名高等学校を経て東京大学農学部を卒業した。東京大学大学院農学系研究科修了後の2007年から母校である東京大学農学部の助手となった。その後、2009年から助教授に昇格した。
2015年からは宮崎大学農学部に移り、森林緑地環境科学科の准教授を務めている。
他の職歴として、森林利用学会の理事などを務めている。